# Głęboki Potok (dopływ Dunajca w Szczawnicy)
Głęboki Potok – potok, prawostronny dopływ Dunajca o długości 1,395 km. Płynie w Małych Pieninach, w obrębie miasta Szczawnica w województwie małopolskim, w powiecie nowotarskim.
Źródła Głębokiego Potoku znajdują się powyżej górnej stacji kolejki „Palenica”. Spływa porośniętą lasem doliną w kierunku północno-zachodnim i uchodzi na wysokości 432 m do Dunajca w Szczawnicy, powyżej charakterystycznej skały Kotuńka. Tuż za jego ujściem uchodzi kolejny potok Grajcarek. Północno-wschodnie zbocza doliny Głębokiego Potoku tworzą stoki Palenicy i Gronia. Są na nich dwie polany, ta niżej położona, na stokach Gronia to Świerków Łaz. Zbocza południowo-zachodnie tworzą stoki Szafranówki i Bystrzyka.
W latach 1987–1988 znaleziono tu bardzo rzadki, w Polsce zagrożony wyginięciem gatunek porostu – trzonecznicę żółtawą Chaenotheca chrysocephala.